# Cananga odorata
Cananga odorata is een van de bekendste vertegenwoordigers van de Annonaceae, een familie uit de Magnoliiden.
De boom is afkomstig uit Oost-Azië, thans ook voorkomend in Midden- en Zuid- Amerika. De bloemen geven een heerlijke geur af.
Uit de bloemen wordt een etherische olie gewonnen. Indien de olie in z'n geheel wordt gewonnen wordt dit cananga-olie genoemd. Onder meer op de Comoren, Madagaskar en Réunion wordt de etherische olie in fracties gewonnen die elk iets in geur afwijken van elkaar. Deze fracties zijn bekend onder de naam ylang-ylangolie.
De eerste fractie die overkomt heet extra, de drie fracties erna worden genummerd met de Romeinse cijfers I, II en III, waarbij de ylang-ylang III de restfractie is.